# Томислав Чубелић
Томислав Чубелић хрватски је глумац, рођен 13. јануара 1984, у Сплиту.

## Филмографија
| Год.      | Назив                  | Улога      |
| --------- | ---------------------- | ---------- |
| 2011−2013 | Ружа вјетрова (серија) | Јаков Одак |